# الفلبينيون في الإمارات العربية المتحدة
بلغ عدد الفلبينيين في الإمارات العربية المتحدة سواء كانوا مهاجرين أو منحدرين من الفلبين ما يقرب من 679,819 فلبيني، منهم 450,000 في دبي مشكّلين بذلك ما يقرب من 21.3% من سكان دبي لتكون بذلك هي المقر الرئيسي للفلبينيين في دولة الإمارات العربية المتحدة، تليها أبو ظبي ثم العين. في عام 2007، أرسل الفلبينيون العاملون في الإمارات أكثر من 500 مليون دولار من في صورة تحويلات مالية إلى الفلبين.

## العمال الفلبينيون
تعتبر دولة الإمارات هي الوجهة الرئيسية للمهاجرين الفلبينين شاغلين بذلك مناصب في أغلب المجالات مثل الهندسة المعمارية، البناء، شحن البضائع، هندسة التصميم، الطاقة، نظم المعلومات، التسويق، الطب والصيدلة، العقارات، البيع بالتجزئة، الإتصالات السلكية واللا سلكية، السياحة أو حتى في التدبير المنزلي.
لدى وزارة العمل والتشغيل الفلبينية مكتبين للعمال في الخارج داخل الإمارات العربية المتحدة وبالتحديد في أبو ظبي ودبي. تشرف هذه المكاتب على الاتفاقيات بين الحكومتين الفلبينية والإماراتية، التأكيد على أن الرواتب الشهرية تتجواز الحد الأدنى للأجور والذي تم تقديره بحوالي 400 دولار أمريكي.
مع ازدياد عدد المسافرين الفلبينين أعلنت مكاتب العمل الفلبينية في الإمارات عن زيادة عدد الرحلات المباشرة بين البلدين.

## انخفاض عدد السكان
أثرت الأزمة المالية العالمية في 2008-2009 على العمال الفلبينيين في دولة الإمارات العربية المتحدة، ففي شهر ديسمبر 2008 فقط، فقد 3000 عامل فلبيني وظائفهم. ليتقلص إجمالي عدد السكان في نهاية عام 2008 بنسبة 20% عن ما كان في نهاية عام 2007.
طلبت السفارة الفلبينية من الفلبينيين المسرحين التسجيل بسبب إمكانية فتح وظائف في قطر. مع ذلك يمكن أن يعزى الانخفاض أيضا إلى متطلبات التأشيرة والجوازات الجديدة التي وضعتها حكومة الإمارات في منتصف عام 2008، والتي أثرت على ما يصل إلى 20,000 فلبيني. عانى من لديه تأشيرة منتهية الصلاحية واتجهوا إلى العمل في جزيرة كيش الإيرانية أو في البريمي بعمان على الحدود الإماراتية.

## وصلات خارجية
- الفلبينيون في الأمارات العربية المتحدة.
- تقدير لأعداد الفلبينيين في الخارج.
- إحصاء لعدد الفلبينيين في الخارج عام 2004.
- أكبر 5 مشاكل تواجة الفلبينيين في الأمارات العربية المتحدة.
- امتنان الشعب الأماراتي للفلبينيين.